# メルセデス・F1 W05 Hybrid
メルセデス F1 W05 Hybrid (Mercedes F1 W05  Hybrid) は、メルセデス・ベンツが2014年のF1世界選手権参戦用に開発したフォーミュラ1カー。F1 W05として発表されたが、2014年スペインGPにてF1 W05 Hybridへ名称が変更された

## 概要
2014年1月28日、ヘレス・サーキットにて正式発表された。

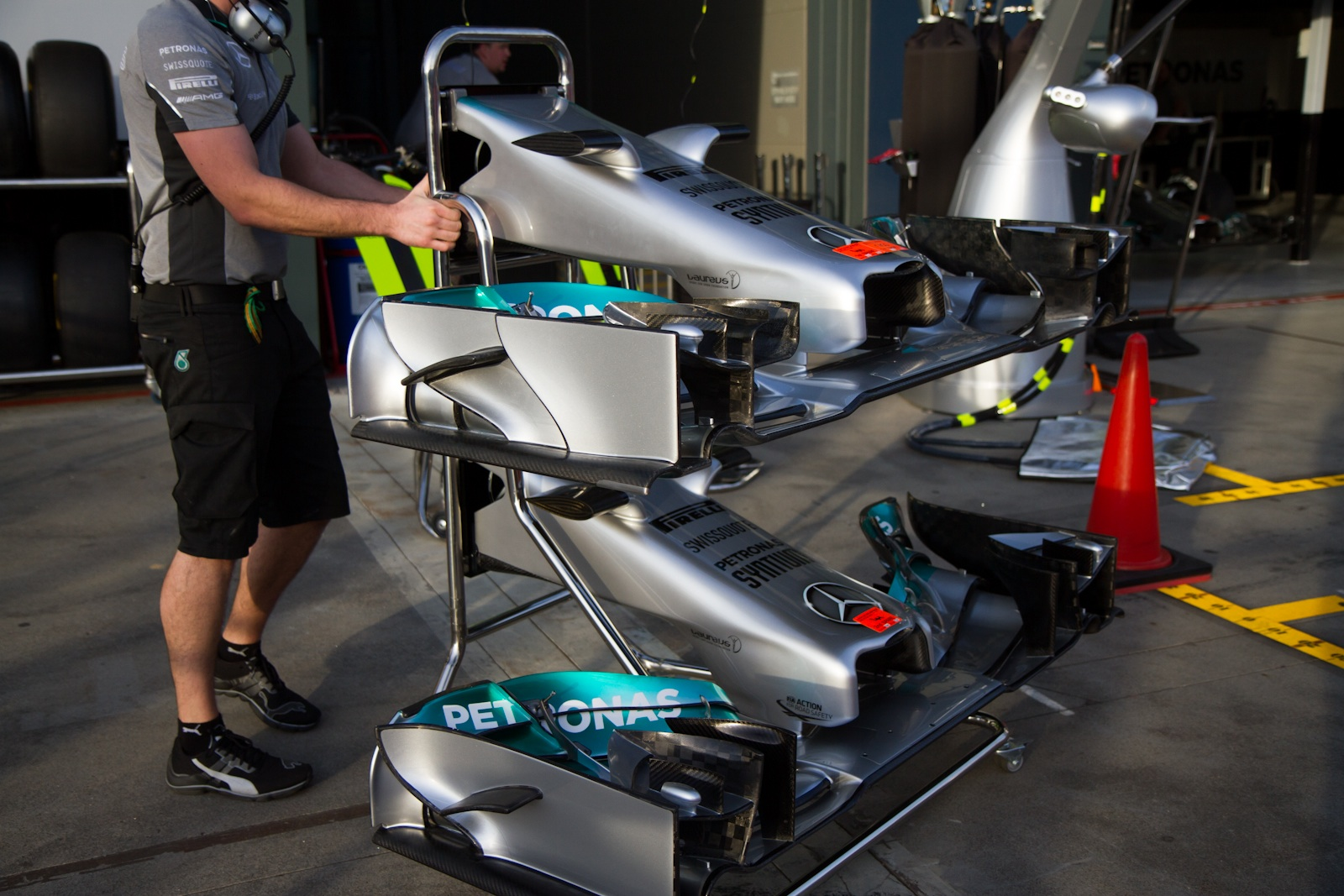
開幕戦オーストラリアGP時点のロングノーズ

外観上ではフロントノーズの変化が目立つ。新レギュレーションにより先端部分の高さが規制されたため、他チームの多くは高いノーズの先に細い突起を付けた「アリクイノーズ」を採用したが、メルセデスはノーズ全体が低い「カモノハシ」のようなデザインにした。ノーズ先端より50mm後方において「断面の中心点は高さ185mm未満」「断面積は9000平方mm以上」というルールに従うと、フェラーリ・F14 Tの様にノーズとフロントウィングの隙間が狭くなり、アンダーフロアへ流れ込む空気を邪魔してしまう。メルセデスはノーズとフロントウィングを吊り下げるステーを一体化して規定の断面積を構成し、（架空の）断面中心点を低くしながら、（実際の）ノーズ先端の高さを稼いでいる。ただし、強度面でクラッシュテストに合格できず、シーズン開幕は暫定ヴァージョンを使用し、第4戦中国GPから先端がより高いショートノーズを投入した。
ローノーズ化に合わせて、フロントサスペンションのアームは「ハの字型」の下半角が緩くなり、水平に近くなった。フロントダブルウィッシュボーンのロワアームが通常の「V字型」ではなく、「Y字型」なのが特徴である。前年のW04から話題になっていたサスペンションの前後相関油圧制御システム"FRIC"（Front to Rear Inter Connected）は、レギュレーション違反の可動空力部品ではないかと疑われ、チームはドイツGP前に自主的に撤去した。その後、周囲が騒ぐほどのパフォーマンスへの影響は見られなかった。
新レギュレーションの肝要となるハイブリッドV6ターボエンジン=パワーユニット（PU）は、ライバルのフェラーリやルノーを圧倒する性能を示した。通常ならばエンジンブロックの後部にターボユニット（排気タービンと吸気コンプレッサー）を並べて置くが、メルセデスはエンジンブロックの前部にコンプレッサー、後部にタービンを分けて配置し、Vバンク間を長いシャフトでつないだ（熱回生装置 (MGU-H) はシャフトの中間に置かれる）。このメルセデス方式はスプリットターボと呼ばれている。メリットとしては重量配分の改善、配管の短縮（ターボラグ低下）、高温のタービンからコンプレッサーを離すことで熱の影響を避け、インタークーラーを小型化できる（空力的ゲイン）などが考えられる。なお、シーズン前にメルセデスが公開したPUのCG映像では、実物とは異なるターボの配置になっていた。

## 2014年シーズン

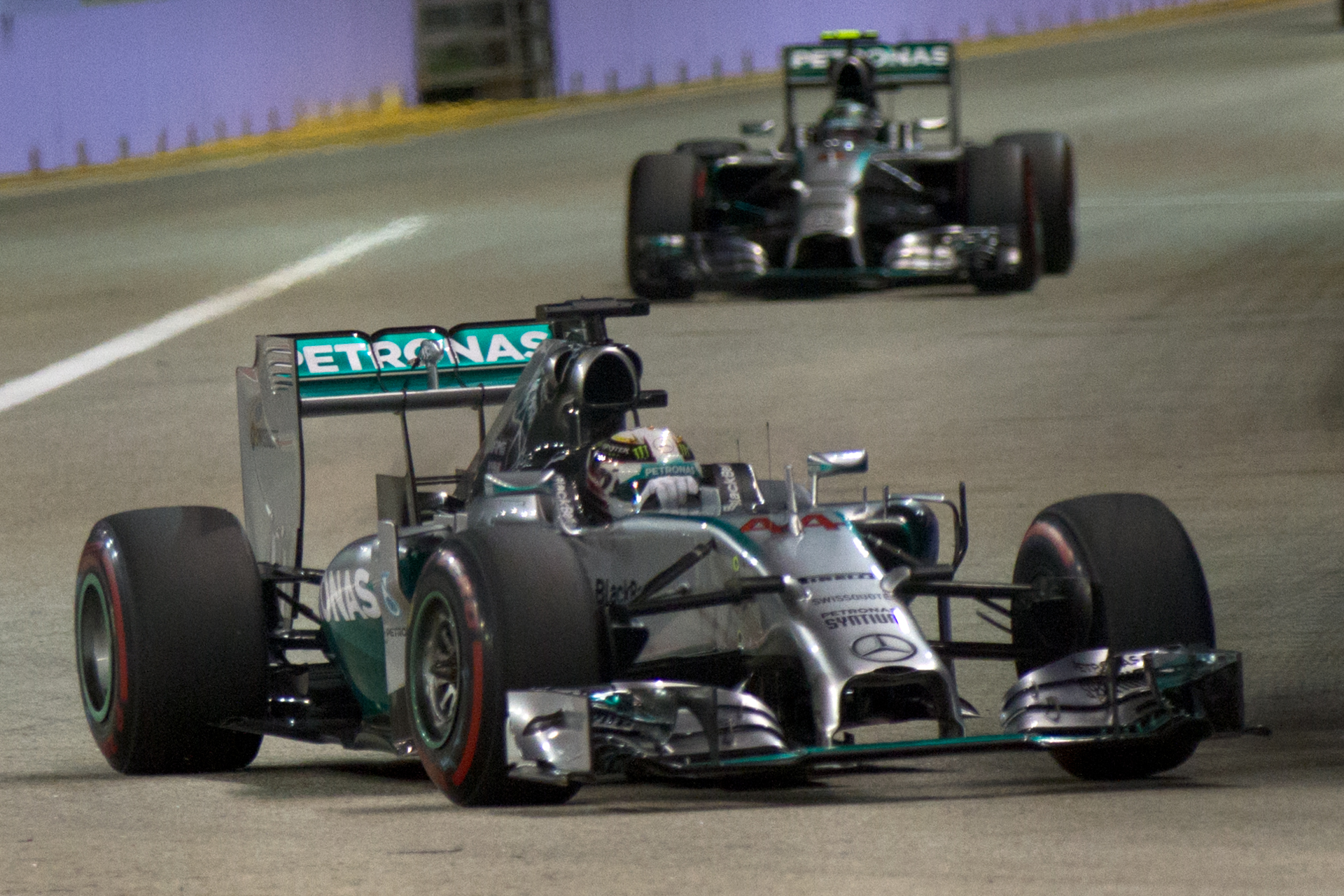
2014年シーズンを支配したメルセデスコンビ

19戦中優勝16回、ポールポジション18回、ワンツーフィニッシュ11回とシーズンを通して圧倒的なパフォーマンスを発揮。1988年のマクラーレン・MP4/4、2004年のフェラーリ・F2004が残したシーズン15勝、同じくMP4/4のワンツーフィニッシュ10回という記録を塗り替え、ポールポジション獲得回数は2011年のレッドブル・RB7と並ぶ最多タイ記録となった。中盤戦でマシントラブルが頻発することもあったが、序盤での5戦連続ワンツーフィニッシュや終盤での4戦連続ワンツーフィニッシュなど完全にシーズンを席巻。ロシアグランプリで3戦（最終戦はダブルポイントのため実質4戦）を残してコンストラクターズタイトルを確定させた。
優勝回数ではハミルトン11勝、ロズベルグ5勝と差がついたが、ロズベルグが10回の2位表彰台など確実にポイントを積み重ねていたためドライバーズタイトル争いは最終戦までもつれ込み、メルセデスとしては1955年のファン・マヌエル・ファンジオ以来59年ぶりとなるドライバーズタイトルをハミルトンが獲得した。コンストラクターズタイトルは1958年以降制定されたため、メルセデスは初戴冠となる。

## スペック

### シャーシ
- シャーシ名 W05 Hybrid

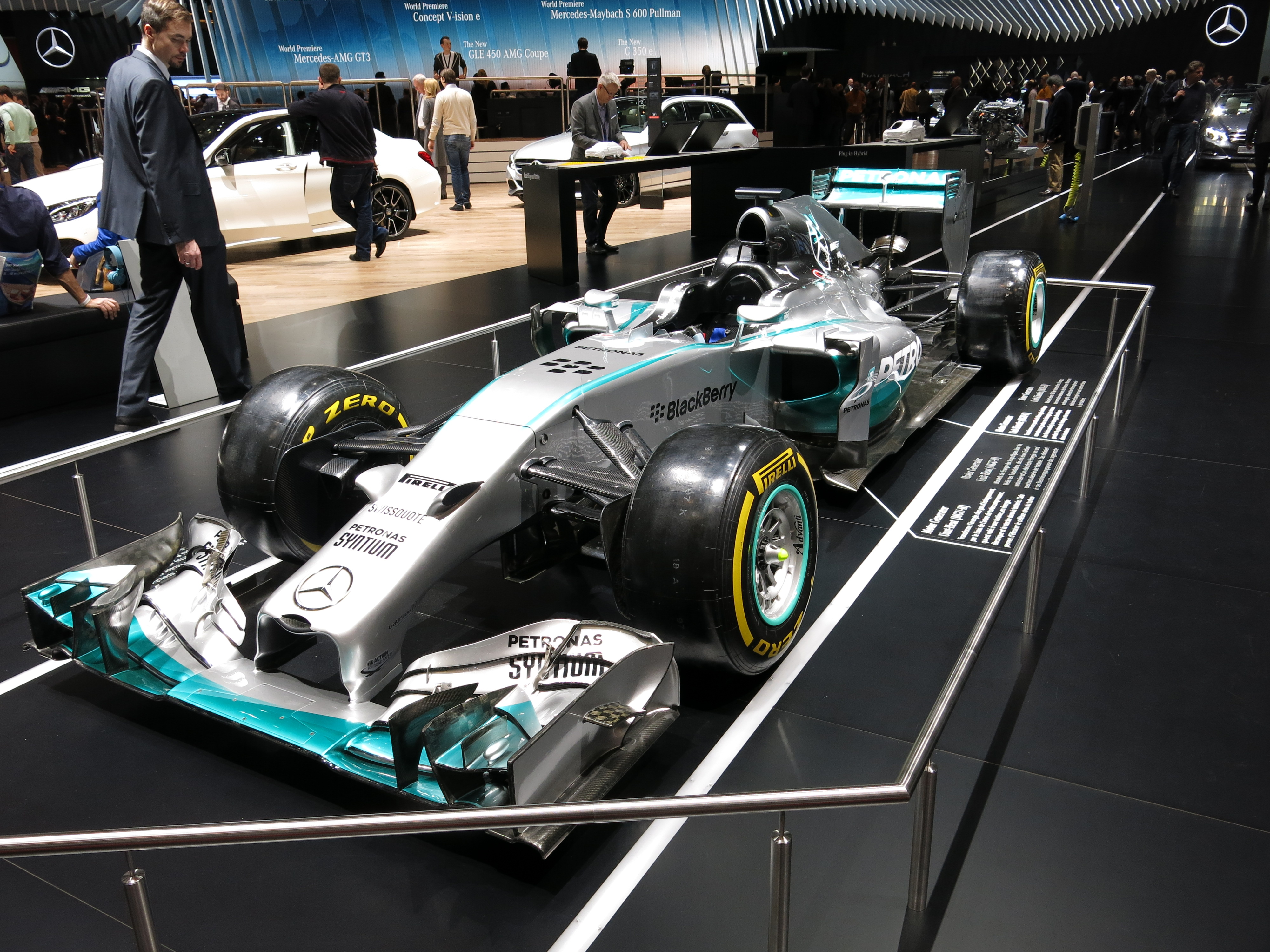

- シャーシ構造 カーボンファイバー/ハニカムコンポジット複合構造モノコック
- ブレーキキャリパー ブレンボ
- ブレーキディスク・パッド カーボンファイバー製ディスクブレーキ
- サスペンション カーボンファイバー製ダブルウィッシュボーン、プッシュロッド（フロント）/プルロッド（リヤ）式トーションバー&アンチロールバー。アルミニウム合金製アップライト
- ダンパー ペンスキー
- タイヤ ピレリ
- 重量 冷却水、潤滑油、ドライバーを含めて691kg

### エンジン
- エンジン名 メルセデス PU106A Hybrid
- 気筒数・角度 V型6気筒・90度
- 排気量 1,600cc
- 最高回転数 15,000rpm(レギュレーションで規定)
- バルブ数 24
- 重量 140kg
- 潤滑油 ペトロナス

## 記録
| 年   | No. | ドライバー | 1   | 2   | 3   | 4   | 5   | 6   | 7   | 8   | 9   | 10  | 11  | 12  | 13  | 14  | 15  | 16  | 17  | 18  | 19  | ポイント | ランキング |
| 年   | No. | ドライバー | AUS | MAL | BHR | CHN | ESP | MON | CAN | AUT | GBR | GER | HUN | BEL | ITA | SIN | JPN | RUS | USA | BRA | ABU | ポイント | ランキング |
| ---- | --- | ---------- | --- | --- | --- | --- | --- | --- | --- | --- | --- | --- | --- | --- | --- | --- | --- | --- | --- | --- | --- | -------- | ---------- |
| 2014 | 44  | ハミルトン | Ret | 1   | 1   | 1   | 1   | 2   | Ret | 2   | 1   | 3   | 3   | Ret | 1   | 1   | 1   | 1   | 1   | 2   | 1   | 701      | 1位        |
| 2014 | 6   | ロズベルグ | 1   | 2   | 2   | 2   | 2   | 1   | 2   | 1   | Ret | 1   | 4   | 2   | 2   | Ret | 2   | 2   | 2   | 1   | 14  | 701      | 1位        |

- 太字はポールポジション、斜字はファステストラップ